# 蕭素颯
蕭素颯（?—?），遼朝（契丹）軍人、政治人物，字特免，契丹五院部出身。
辽兴宗重熙年間蕭素颯出仕，累進北院承旨、彰愍宮使。辽道宗清寧初年，历任左皮室詳稳、右夷離畢。咸雍四年（1068年），担任中京留守。咸雍五年（1069年），五国剖阿里部反抗遼朝，蕭素颯带兵征討，剖阿里首長入朝朝见辽道宗。蕭素颯因功任北院林牙。转任南院副部署，不久后去世。其子蕭謀魯斡。

## 延伸阅读
[在维基数据编辑]
 《遼史·卷95》，出自脱脱《遼史》